# Verbena demissa
Verbena demissa — вид трав'янистих рослин родини Вербенові (Verbenaceae), ендемік Еквадору.

## Опис
Стебла численні, розпростерті й іноді явно вкорінюються у вузлах. Листки дрібні (6–20 мм), коротко-черешкові, зворотнояйцюваті або еліптично-зворотнояйцюваті й до ланцетних звужених до основи, поля зубчасті з 2–3(5) парами грубих зубів або дрібнолопатеві. Колоски відносно короткі (1–7 см) і малоквіткові, переважно одиночні, рідше парноколоскові. Плоди стають віддаленими і дещо розлогими. Квітки дрібні (≈2 мм у діам.) і плоди 1.6–1.8 мм.

## Поширення
Ендемік Еквадору.